# Cyrtomaia polynesica
Cyrtomaia polynesica is een krabbensoort uit de familie van de Inachidae. De wetenschappelijke naam van de soort is voor het eerst geldig gepubliceerd in 2008 door Richer de Forges & Ng.